# Marrakech Challenger 1988
Il Marrakech Challenger 1988 è stato un torneo di tennis facente parte della categoria ATP Challenger Series nell'ambito dell'ATP Challenger Series 1988. Il torneo si è giocato a Marrakech in Marocco dal 14 al  marzo 1988 su campi in terra rossa.

## Vincitori

### Singolare
Franco Davín ha battuto in finale  Jordi Arrese con il punteggio di 6–3, 2–6, 6–4

### Doppio
Christer Allgårdh /  Conny Falk hanno battuto in finale  Lawson Duncan /  Hans Schwaier con il punteggio di 6–3, 6–2